# Рустікелло з Пізи
Рустікелло або Рустіча́но, часто з епітетом «з Пізи», «да Піза», «Пізанський» (італ. Rusticiano, Rustichello da Pisa) — італійський письменник кінця XIII століття, найбільш відомий як співавтор Марко Поло, який записав з його слів так звану «Книгу про різноманітність світу» (також відому як «Мільйон», «Книга чудес» або просто «Книга Марко Поло»).

## Біографія

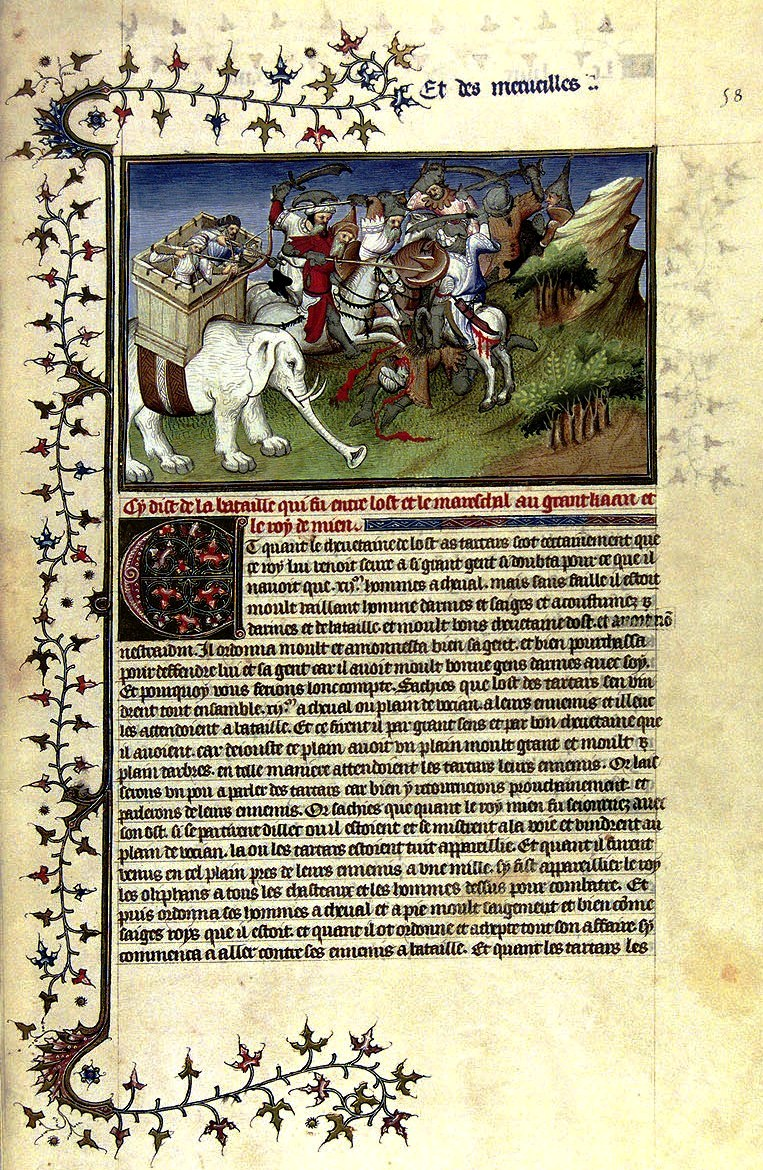
«Книга чудес світу» Марко Поло

Про життя Рустікеллі відомо дуже мало. Є відомості про його службу при дворі англійського короля Едуарда I, якого він супроводжував на шляху через Італію під час Дев'ятого хрестового походу в 1272 році. На цей час припадає написаний давньофранцузькою мовою «Роман про короля Артура» (фр. Roman de Roi Artus); він також відомий як «Компіляція», оскільки був складений на основі рукописів, які перебували в дорожній бібліотеці Едуарда. Книга згодом була розділена на дві частини, названі по імені головних героїв, — «Меліадус» (Meliadus, батько Трістана) і «Люб'язний Гвирон» (фр. Guiron le Courtois). Ці твори були особливо популярними протягом століть і вплинули на середньовічну літературу Франції, Італії і навіть Греції.
Рустікеллі брав участь у війні між Пізою і Генуєю на стороні рідного міста, після битви при Мелорії в 1284 році потрапив в полон. Під час довгого ув'язнення він познайомився з Марко Поло, що також потрапив в генуезький полон в результаті битви при Курцолі в 1298 році. Як традиційно вважається, Рустікеллі записав розповіді про подорожі Марко Поло, які згодом були оформлені в єдину книгу.